# Antras (Ariège)
Antras – miejscowość i gmina we Francji, w regionie Oksytania, w departamencie Ariège.
Według danych na rok 1990 gminę zamieszkiwało 60 osób, a gęstość zaludnienia wynosiła 3 osób/km² (wśród 3020 gmin regionu Midi-Pireneje Antras plasuje się na 1003. miejscu pod względem liczby ludności, natomiast pod względem powierzchni na miejscu 557.).